# Balancán
Balancán là một đô thị thuộc bang Tabasco, México. Năm 2005, dân số của đô thị này là 53038 người.